# Tínos (ville)
Pour l’île, voir Tínos. Pour la police de caractères, voir Tinos (police de caractères).

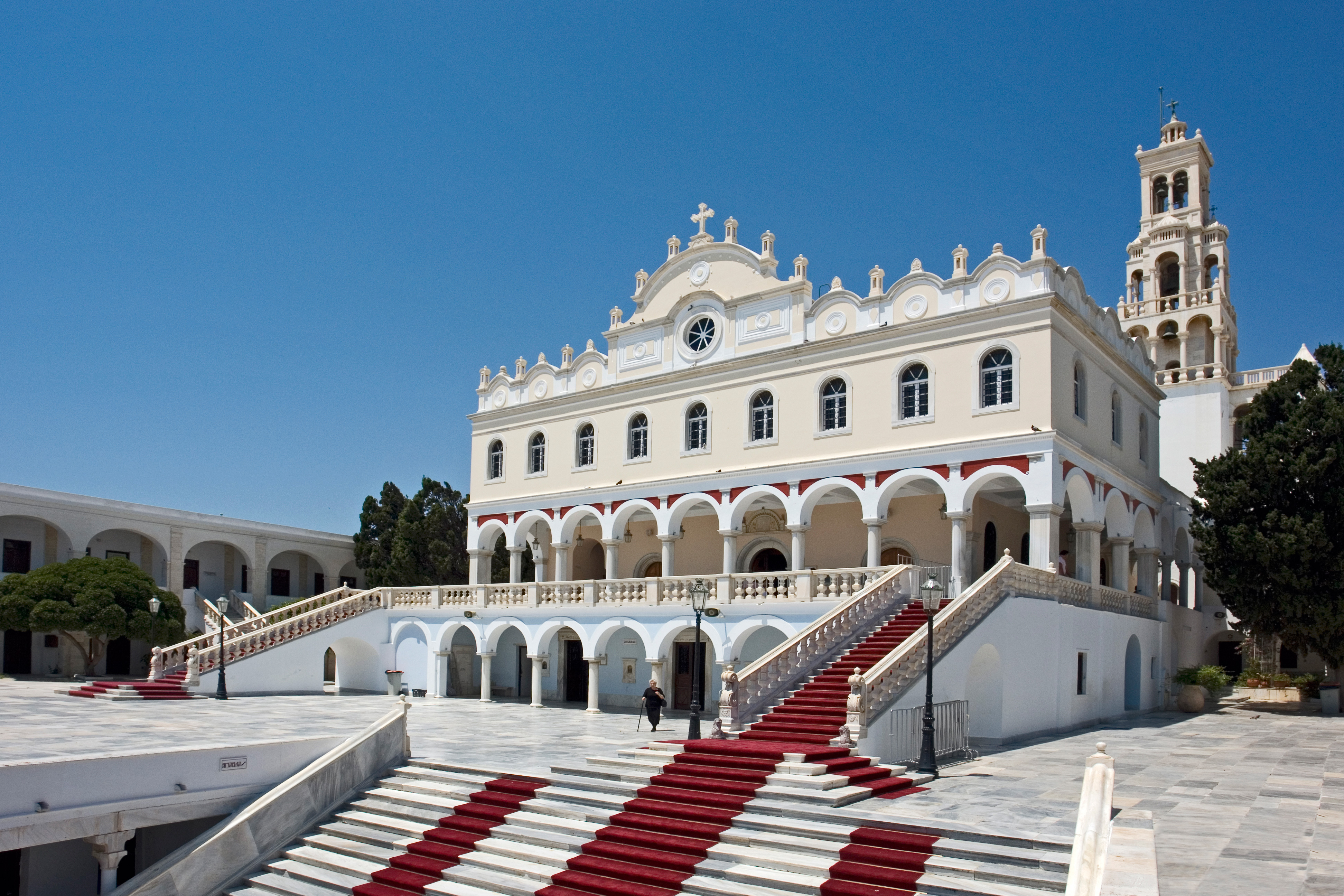
L'église de Panagia Evangelistria

Tínos (en grec Τήνος), aussi appelée Chora (Χώρα), est l'actuel chef-lieu du dème de l'île de Tínos, dans les Cyclades, en Grèce. La localité comptait 4 384 habitants en 2001.
Avant la réforme administrative de 2010, elle était le siège de l'ancien dème de Tínos, une des trois anciennes collectivités territoriales de Tínos avec le dème d'Exomvourgo et la communauté de Pánormos.
La ville s'appelait San-Nicolo sous la domination vénitienne ; elle était le port de la capitale de l'île, située alors à Exomvourgo.
Dans la ville se trouve l'église de Panagía Evangelístria, un des plus grands sites de pèlerinage pour les Grecs orthodoxes. 